# Новошимкуське сільське поселення
Новошимку́ське сільське поселення (рос. Новошимкусское сельское поселение) — муніципальне утворення у складі Яльчицького району Чувашії, Росія. Адміністративний центр — село Нові Шимкуси.

## Населення
Населення — 1620 осіб (2019, 2097 у 2010, 2563 у 2002).

## Склад
До складу поселення входять такі населені пункти:
| Населений пункт           | Населення, осіб (2002) | Населення, осіб (2010) |
| ------------------------- | ---------------------- | ---------------------- |
| Біле Озеро, присілок      | 265                    | 198                    |
| Карабаєво, присілок       | 136                    | 117                    |
| Нове Байбатирево, село    | 570                    | 475                    |
| Нове Іщеряково, присілок  | 159                    | 163                    |
| Нове Чуріно, присілок     | 287                    | 256                    |
| Нові Шимкуси, село        | 898                    | 690                    |
| Польові Буртаси, присілок | 248                    | 198                    |